# That Darn Katz!
That Darn Katz! (с англ. — «Чёртовы коты!») — восьмой эпизод шестого сезона мультсериала «Футурама».

## Содержание
Эми наконец готова сдать докторскую диссертацию на тему использования энергии магнитного поля Земли. Профессор советует ей пойти в клуб «The Hip Joint», чтобы хорошенько отдохнуть перед защитой и снять эмоциональное напряжение. Тем временем Нибблер заявляет, что ему надоело изображать домашнего любимца и он хочет быть полноценным членом команды.
Вечеринка удалась на славу, и Эми опаздывает на защиту. Кроме того, на защите присутствует Профессор Катц вместе со своим котом, а у Эми аллергия на кошек. Результат — защита провалена.
Вернувшись назад, герои встречают кота Профессора Катца и его сородичей, которые с помощью своего обаяния подчинили всю команду, кроме Эми и Нибблера. Эми узнала, что Профессор Катц — всего лишь марионетка, которой управлял его кот, а также — что коты решили использовать её изобретение для того, чтобы вернуть вращение своей планете. Оказалось, что для передачи энергии была построена Большая пирамида в Гизе. Но технология отбора энергии планеты была утеряна, а диссертация Эми позволила эту технологию обрести снова. Поработив команду Planet Express, котам удалось остановить Землю и передать энергию её вращения своей планете. Но Эми нашла выход: с помощью той же установки удалось вернуть вращение планеты, но она стала вращаться в обратную сторону. Благодаря этому Эми всё-таки получила учёную степень, а также какую-то спортивную награду, которую нашёл Профессор Баблгам в своём бардачке, а Нибблер согласен снова стать домашним любимцем.

## Персонажи
Список новых или периодически появляющихся персонажей сериала
- Киф Крокер
- Робот-Гедонист
- Огден Вёрнструм
- Итан «Баблгам» Тэйт
- Калькулон
- Ужасный Студень

## Изобретения будущего
- Устройство для извлечения энергии вращения Земли — может выкачать энергию планеты и передать другой планете. Это устройство продержалось больше тысячи лет, и все забыли об этом пока Эми не рассказала публично. Поскольку генератор прятался на пирамиде в пустыне, а в этой вселенной теперь больше не применяют для того чтобы Земля больше не останавливалась, вероятно и в других вселенных как и в реальности спрятан генератор и надо уничтожить это устройство прежде чем другие версии Земли пострадают или предотвратить публикацию устройства во всех временах.
- Самонаполняющиеся бокалы (с помощью маленькой кнопки, а не маленького «грозового» облачка, как в 4 серии того же сезона)
- Собакоуправляемая марионетка, перестроенная под кошку — может управлять марионеткой. Для профессионалов это уйдет не меньше минут, а для новичков уйдет больше месяцев.